# Diócesis de Trivento
La diócesis de Trivento (en latín: Dioecesis Triventina y en italiano: Diocesi di Trivento) es una circunscripción eclesiástica de la Iglesia católica en Italia. Se trata de una diócesis latina, sufragánea de la arquidiócesis de Campobasso-Boiano. Desde el 5 de junio de 2017 su obispo es Claudio Palumbo.

## Territorio y organización

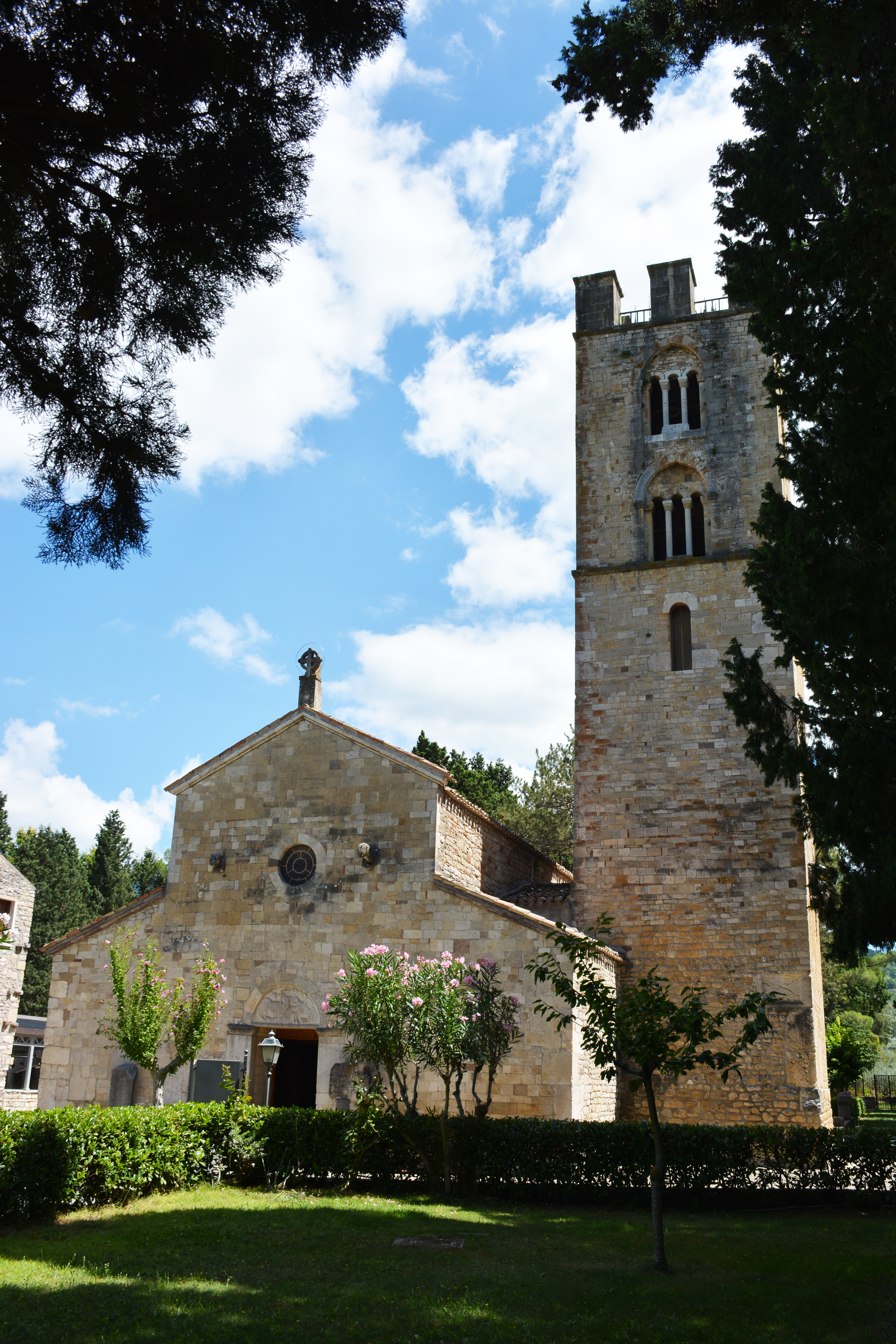
Santuario de Santa María de Canneto, en Roccavivara

La diócesis tiene 1234 km² y extiende su jurisdicción sobre los fieles católicos de rito latino residentes en 31 comunas en la región de Molise y 9 en la región de Abruzos:
- en la provincia de Campobasso (en Molise): Trivento, Casalciprano, Castropignano, Duronia, Fossalto, Molise, Montefalcone nel Sannio, Pietracupa, Roccavivara, Salcito, San Biase y Torella del Sannio;
- en la provincia de Isernia (en Molise): Agnone, Bagnoli del Trigno, Belmonte del Sannio, Capracotta, Carovilli, Castel del Giudice, Castelverrino, Chiauci, Civitanova del Sannio, Frosolone, Montenero Val Cocchiara, Pescolanciano, Pescopennataro, Pietrabbondante, Poggio Sannita, Rionero Sannitico, San Pietro Avellana, Sant'Angelo del Pesco y Vastogirardi;
- en la provincia de Chieti (en Abruzos): Borrello, Castelguidone, Castiglione Messer Marino, Celenza sul Trigno, Roio del Sangro, Rosello, San Giovanni Lipioni, Schiavi di Abruzzo y Torrebruna.

La sede de la diócesis se encuentra en la ciudad de Trivento, en donde se halla la Catedral de los Santos Nazario, Celso y Víctor. En Roccavivara se encuentra un importante lugar de culto de la diócesis, el santuario de Santa María de Canneto, antigua abadía fundada en el siglo VI y dependiente de la abadía territorial de Montecasino desde el siglo X.
En 2022 en la diócesis existían 58 parroquias agrupadas en 4 foranías: Agnone, Carovilli, Frosolone y Trivento.
Foranía de Agnone
- Agnone: Maria Santissima di Costantinopoli, Sant'Amico, Sant'Antonio Abate, San Biase, Sant'Emidio, San Marco Evangelista, Santa Maria degli Angeli (contrada Fontesambuco), San Michele Arcangelo (fracción Villacanale).
- Belmonte del Sannio: Santissimo Salvatore.
- Borrello: Sant'Egidio Abate.
- Capracotta: Santa Maria Assunta.
- Castelverrino: Santi Simone e Giuda.
- Pescopennataro: San Bartolomeo.
- Poggio Sannita: Santa Vittoria.
- Roio del Sangro: Santa Maria Maggiore.
- Rosello: San Nicola di Bari, San Tommaso (fracción Giuliopoli).

Foranía de Carovilli
- Carovilli: Santa Maria Assunta, San Nicola di Bari (fracción Castiglione di Carovilli).
- Castel del Giudice: San Nicola di Bari.
- Chiauci: San Giovanni Evangelista.
- Montenero Valcocchiara: Santa Maria di Loreto.
- Pescolanciano: Santissimo Salvatore.
- Pietrabbondante: Santa Maria Assunta.
- Rionero Sannitico: San Bartolomeo.
- San Pietro Avellana: Santi Pietro e Paolo.
- Sant'Angelo del Pesco: San Michele Arcangelo.
- Vastogirardi: San Nicola di Bari, San Michele Arcangelo (fracción Villa San Michele).

Foranía de Frosolone
- Frosolone: Santa Maria Assunta, San Carlo Borromeo (fracción Acquevive), San Donato (fracción San Pietro in Valle). Soppresse: San Michele Arcangelo, San Pietro Apostolo.
- Bagnoli del Trigno: Santa Maria Assunta e San Silvestro papa.
- Casalciprano: Santissimo Salvatore.
- Castropignano: Santissimo Salvatore, Santa Maria della Pietà (fracción Roccaspromonte).
- Civitanova del Sannio: San Silvestro papa.
- Duronia: San Nicola di Bari.
- Fossalto: Santa Maria Assunta.
- Molise: San Nicola di Bari.
- Torella del Sannio: San Nicola di Bari.

Foranía de Trivento
- Trivento: Iglesia catedral, Santa Croce, San Giuseppe Artigiano (distrito de Codacchi).
- Castelguidone: Santa Maria della stella.
- Castiglione Messer Marino: San Michele Arcangelo.
- Celenza sul Trigno: Santa Maria Assunta.
- Montefalcone nel Sannio: San Silvestro papa.
- Pietracupa: San Gregorio papa.
- Roccavivara: San Michele Arcangelo.
- Salcito: San Basilio Magno.
- San Biase: Santa Maria dell'Acquabona.
- San Giovanni Lipioni: Santa Maria delle Grazie.
- Schiavi d'Abruzzo: San Maurizio, Maria SS.ma del Carmelo (fracción Taverna di Schiavi)
- Torrebruna: Trasfigurazione, Santa Vittoria (fracción Guardiabruna)

## Historia
Existen al menos tres hipótesis sobre el origen y fundación de la diócesis de Trivento.
Según la tesis tradicional, que se basa en la Vita sancti Casti triventini contenida en un códice del siglo XIV, la diócesis triventina fue erigida por san Casto de Larino en nombre del papa Clemente I a finales del siglo I. Los historiadores locales, desde Ciarlanti en el siglo XVII hasta el reciente Vincenzo Ferrara, sostienen los orígenes antiguos de la diócesis, fundada por san Casto, que sufrió el martirio a principios del siglo IV, y documentan una serie de obispos a lo largo del primer milenio. La tercera tesis se limita a reconocer que la diócesis está documentada históricamente recién en el siglo X, citada en algunas bulas de los papas Agapito II (947), Juan XIII (969), Juan XIV (993) y Gregorio V (998); en la bula de 947 también se menciona al primer obispo históricamente cierto de Trivento, Leone, depuesto por el papa Agapito II por ser simoníaco.
Existe un acalorado debate sobre los orígenes y la antigüedad de la diócesis. Según Iasiello, «la presunta antigüedad de la diócesis triventina ha sido objeto de discusión durante mucho tiempo y, a falta de testimonios explícitos y en la certeza de la inaceptabilidad de lo que se relata al respecto en la Vita Sancti Casti, todas las hipótesis, más o menos razonables, siguen siendo dudosas sobre su preexistencia con respecto a las primeras noticias ciertas del siglo X» Según Lanzoni la diócesis se remonta al siglo X y probablemente sucede a la antigua Aufidena, diócesis documentada al final del siglo V en una carta del papa Gelasio I. El historiador Vincenzo Ferrara apoya en cambio la hipótesis de un origen en la primera mitad del siglo IV, «hipótesis acreditada por la crítica como la más fiable y plausible tanto por la lógica consecuente como no contradictoria de los argumentos más válidos expuestos hasta ahora, y por el carácter múltiple de las fuentes arqueológicas y epigráficas así como históricas de las que se deducen».
Incluso la reconstrucción de la cronología de los obispos está sujeta a muchas críticas y perplejidades, debido a la homonimia en los manuscritos medievales entre la sede de Trivento y las de Trevi nel Lazio y Trevi en Umbría.
En los siglos X y XI la diócesis fue incluida en la provincia eclesiástica de Benevento, pero en 1175 el papa Alejandro III la declaró inmediatamente sujeta a la Santa Sede; la exención, que fue objeto de desacuerdos con los arzobispos de Benevento, fue confirmada por el papa Urbano VI en 1389 y por el papa Sixto IV en 1474.
Entre los obispos del siglo XIV destacó de una manera particular Pietro Lombardo.
En la época postridentina, el obispo Giulio Cesare Mariconda (1582-1606) fue responsable del establecimiento del seminario diocesano entre 1582 y 1584. Otros obispos se comprometieron a implementar los decretos tridentinos a través de sínodos diocesanos y visitas pastorales; entre los sínodos se recuerda los celebrados por Pietro Paolo Bisnetti del Lago en 1615, por Antonio Tortorelli en 1686 y por Alfonso Mariconda en 1721 y 1727.
Durante el siglo XVII varios obispos tenían la costumbre de fijar su residencia en Agnone, en el centro-norte de la diócesis; mientras que se constata que Giovanni Battista Ferruzza (1655-1658) tenía residencia en Frosolone, desde donde firmó las escrituras emitidas durante su episcopado, y donde aún está enterrado.
Entre los siglos XIX y XX la diócesis estuvo dirigida por hombres de vasta y conocedora cultura, entre ellos Luca Nicola De Luca (1792-1819), Benedetto Terenzio (1837-1854), Luigi Agazio (1854-1887) y Carlo Pietropaoli (1897-1913). En tiempos del obispo Epimenio Giannico se celebraron un sínodo diocesano (1950), el congreso eucarístico (1951) y el congreso mariano (1955).
El 21 de agosto de 1976 la diócesis perdió su independencia centenaria y pasó a formar parte de la provincia eclesiástica de la arquidiócesis de Boiano-Campobasso, que más tarde tomó el nombre de Campobasso-Boiano.
Por el decreto Ad Casinum de la Congregación para los Obispos del 21 de marzo de 1977 Trivento sufrió algunos ligeros cambios territoriales: la comuna de San Pietro Avellana pasó de la abadía territorial de Montecasino a la diócesis de Trivento, que por el decreto Quo aptius de la Congregación para los Obispos. perdió las parroquias de las comunas de Alfedena y Castel di Sangro que pasaron a la diócesis de Sulmona-Valva.

## Estadísticas
Según el Anuario Pontificio 2023 la diócesis tenía a fines de 2022 un total de 47 640 fieles bautizados.
| Año                                                                             | Población            | Población | Población      | Sacerdotes | Sacerdotes    | Sacerdotes    | Bautizados por sacerdote | Diáconos permanentes | Religiosos | Religiosos | Parroquias |
| Año                                                                             | Bautizados católicos | Total     | % de católicos | Total      | Clero secular | Clero regular | Bautizados por sacerdote | Diáconos permanentes | Varones    | Mujeres    | Parroquias |
| ------------------------------------------------------------------------------- | -------------------- | --------- | -------------- | ---------- | ------------- | ------------- | ------------------------ | -------------------- | ---------- | ---------- | ---------- |
| 1950                                                                            | 98 900               | 99 354    | 99.5           | 85         | 85            |               | 1163                     |                      |            |            | 61         |
| 1970                                                                            | 83 950               | 84 382    | 99.5           | 86         | 80            | 6             | 976                      |                      | 8          | 75         | 62         |
| 1980                                                                            | 64 905               | 65 500    | 99.1           | 62         | 59            | 3             | 1046                     |                      | 3          | 54         | 60         |
| 1990                                                                            | 57 500               | 58 079    | 99.0           | 59         | 55            | 4             | 974                      |                      | 5          | 69         | 58         |
| 1999                                                                            | 57 060               | 57 230    | 99.7           | 58         | 54            | 4             | 983                      |                      | 5          | 68         | 58         |
| 2000                                                                            | 56 030               | 57 180    | 98.0           | 57         | 53            | 4             | 982                      |                      | 5          | 68         | 58         |
| 2001                                                                            | 56 056               | 57 200    | 98.0           | 56         | 52            | 4             | 1001                     |                      | 5          | 68         | 58         |
| 2002                                                                            | 56 056               | 57 200    | 98.0           | 60         | 55            | 5             | 934                      | 2                    | 6          | 65         | 58         |
| 2003                                                                            | 57 150               | 57 200    | 99.9           | 72         | 67            | 5             | 793                      |                      | 6          | 66         | 58         |
| 2004                                                                            | 57 150               | 57 210    | 99.9           | 72         | 68            | 4             | 793                      | 1                    | 5          | 65         | 58         |
| 2010                                                                            | 53 280               | 53 450    | 99.7           | 65         | 61            | 4             | 819                      | 1                    | 4          | 52         | 58         |
| 2014                                                                            | 51 786               | 51 903    | 99.8           | 52         | 50            | 2             | 995                      | 1                    | 2          | 44         | 58         |
| 2017                                                                            | 50 300               | 50 570    | 99.5           | 56         | 52            | 4             | 898                      | 2                    | 4          | 36         | 58         |
| 2020                                                                            | 50 350               | 50 500    | 99.7           | 51         | 45            | 6             | 987                      | 3                    | 6          | 37         | 58         |
| 2022                                                                            | 47 640               | 48 000    | 99.3           | 55         | 45            | 10            | 866                      | 3                    | 10         | 38         | 58         |
| Fuente: Catholic-Hierarchy, que a su vez toma los datos del Anuario Pontificio. |                      |           |                |            |               |               |                          |                      |            |            |            |

### Vida consagrada
En la diócesis están establecidas algunas órdenes, congregaciones religiosas, institutos seculares y sociedades de vida apostólica, sobre todo femeninas. Entre ellas se encuentran las Hermanas Franciscanas de la Caridad, de fundación triventina y la más numerosa de la diócesis. Además de esta rama fama femenina de las franciscanas, están presentes en Trivento, las Hermanas de los Ángeles, las Hermanas de Nuestra Señora del Carmelo, las Hermanas Hijas de Santa Teresita de Burundi, las Hermanas Franciscanas del Sagrado Corazón y las Hermanas de la Inmaculada de Lourdes (inmaculatinas). Los únicos dos religiosos de la diócesis son eremitas independientes del eremo de S. Egidio en Frosolone.

## Episcopologio
- San Casto † (290-304 falleció)[4]
- Ferdinando da Milano? † (mencionado en 390)[nota 2]
- Costanzo? † (mencionado en 487)[nota 3]
- Respetto? † (mencionado en 494)[nota 4]
- Lorenzo? † (mencionado en 495)
- Siracusio? † (mencionado en 496)[nota 5]
- Savino? † (mencionado en 498)[nota 6]
- Propinquo? † (mencionado en 501)[nota 7]
- Grigo? † (mencionado en 743)
- Valeriano? † (mencionado en 768)
- Paolo? † (mencionado en 826)
- Crescenzio? † (mencionado en 853)[nota 8]
- Domenico? † (antes de 861-después de 877)[nota 9]
  - Leone † (946-947 depuesto) (obispo intruso)
- Gaydulfo † (antes de 1001-después de 1015?)[nota 10][14]
- Manfredi † (mencionado en 1043)[15]
- Alferio † (mencionado en 1084)[16]
- Giovanni I † (mencionado en 1109 y 1115)[nota 11]
- Giovanni II † (mencionado en 1160)[nota 12]
- Raone † (antes de 1070-después de 1183)[17][nota 13]
- Anónimo † (mencionado como electus en 1186)[17]
- Anónimo † (mencionado en 1196 y en 1199)[17]
- Riccardo I † (mencionado en 1208)[17]
- Tommaso † (mencionado en 1222)[17][nota 14]
- Anónimo † (consagrado en 1237)[nota 15]
- Riccardo II, O.S.B. † (antes de 1240-después de 1246)
- Nicola, O.S.B. † (5 de enero de 1255-?)
  - Odorico (o Odorio) † (mencionado en 1258 o 1265) (obispo intruso)[nota 16]
- Luca, O.F.M. † (circa 1258-1266 depuesto)
- Pace † (20 de mayo de 1266-?)
- Anónimo † (mencionado en 1274)[17]
- Giacomo † (antes de 1290-después de 1296)[nota 17]
- Natimbene, O.E.S.A. † (17 de junio de 1334-1344 falleció)
- Giordano Curti, O.F.M. † (28 de febrero de 1344-30 de mayo de 1348 nombrado arzobispo de Mesina)
- Pietro de L'Aquila, O.F.M. † (30 de mayo de 1348-? falleció)
- Guglielmo M. Farinerio, O.F.M.Conv. † (1356-1368)[nota 18]
- Francesco De Ruberto † (1370-1379 falleció)
- Ruggero de Carcasiis † (1379-? falleció)
  - Pietro Ferillo, O.F.M. † (13 de septiembre de 1387-?) (antiobispo)[nota 19]
- Giacomo di Gaeta † (1409-? falleció)[nota 20]
- Giovanni Masi † (21 de abril de 1431-1451 falleció)
- Giacomo De Tertiis, O.S.B. † (27 de septiembre de 1452-? falleció)
- Tommaso Carafa † (13 de agosto de 1473-? falleció)
- Bonifacio Troiano † (1498-?)
- Leonardo Corbera † (21 de noviembre de 1498-1502 falleció)
- Tommaso Caracciolo † (16 de marzo de 1502-1540 renunció)[nota 21]
- Matteo Grifoni, O.S.B.Vall. † (15 de noviembre de 1540-9 de abril de 1567 falleció)
- Giovanni Fabrizio Sanseverino † (23 de julio de 1568-1581[18] falleció)
- Giulio Cesare Mariconda, O.F.M. † (21 de mayo de 1582-1606 falleció)
- Pietro Paolo Bisnetti del Lago, O.F.M. † (29 de enero de 1607-antes del 24 de diciembre de 1621 falleció)
- Girolamo Costanzo † (9 de enero de 1623-1 de marzo de 1627 nombrado arzobispo de Capua)
  - Sede vacante (1627-1630)
- Martín de León y Cárdenas, O.S.A. † (13 de mayo de 1630-7 de abril de 1631 nombrado obispo de Pozzuoli)
- Carlo Scaglia, C.R.S.G.A. † (12 de mayo de 1631-diciembre de 1645 falleció)
- Giovanni Capaccio † (16 de julio de 1646-1652 falleció)
- Juan De La Cruz, O.F.M. † (20 de enero de 1653-20 de marzo de 1653 falleció)
- Giovanni Battista Ferruzza, C.O. † (14 de enero de 1655-15 de agosto de 1658 falleció)
- Vincenzo Lanfranchi, C.R. † (5 de mayo de 1660-7 de diciembre de 1665 nombrado arzobispo de Acerenza y Matera)
- Ambrogio Piccolomini, O.S.B.Oliv. † (5 de mayo de 1666-27 de mayo de 1675 nombrado arzobispo de Otranto)
  - Sede vacante (1675-1679)
- Diego Ibáñez de la Madrid y Bustamante † (10 de abril de 1679-2 de octubre de 1684 nombrado obispo de Pozzuoli)
- Antonio Tortorelli, O.F.M. † (13 de noviembre de 1684-10 de enero de 1715 falleció)
  - Sede vacante (1715-1717)
- Alfonso Mariconda, O.S.B. † (12 de julio de 1717-11 de diciembre de 1730 nombrado arzobispo de Acerenza y Matera)
- Fortunato Palumbo, O.S.B.Cel. † (18 de diciembre de 1730-19 de julio de 1753 falleció)
- Giuseppe Maria Carafa Spinola, C.R. † (22 de julio de 1754-19 de julio de 1756 nombrado obispo de Mileto)
- Giuseppe Pitocco † (19 de julio de 1756-30 de mayo de 1771 falleció)
- Gioacchino Paglione † (23 de septiembre de 1771-diciembre de 1790 falleció)
- Luca Nicola De Luca † (26 de marzo de 1792-7 de junio de 1819 renunció)
- Bernardino Avolio, O.F.M.Cap. † (21 de febrero de 1820-18 de julio de 1821 falleció)
- Giovanni De Simone † (19 de abril de 1822-3 de julio de 1826 nombrado obispo de Conversano)
- Michele Arcangelo Del Forno † (9 de abril de 1827-18 de marzo de 1830 renunció)[nota 22]
  - Sede vacante (1830-1832)
- Antonio Perchiacca † (2 de julio de 1832-26 de noviembre de 1836 falleció)
- Benedetto Terenzio † (19 de mayo de 1837-27 de enero de 1854 falleció)
- Luigi Agazio † (23 de junio de 1854-1 de febrero de 1887 falleció)
- Domenico Tempesta, O.F.M.Ref. † (14 de marzo de 1887-4 de junio de 1891 nombrado obispo de Troia)
- Giulio Vaccaro † (4 de junio de 1891-30 de noviembre de 1896 nombrado obispo coadjutor de Trani y Barletta)
- Carlo Pietropaoli † (19 de abril de 1897-29 de abril de 1913 renunció[nota 23])
- Antonio Lega † (25 de mayo de 1914-13 de junio de 1921 nombrado arzobispo coadjutor de Ravena)
- Geremia Pascucci † (12 de septiembre de 1922-14 de mayo de 1926 falleció)
- Attilio Adinolfi † (27 de febrero de 1928-5 de mayo de 1931 nombrado obispo de Anagni)
- Giovanni Giorgis † (30 de septiembre de 1931-14 de julio de 1937 nombrado obispo de Fiesole)
- Epimenio Giannico † (7 de septiembre de 1937-24 de junio de 1957 falleció)
- Pio Augusto Crivellari, O.F.M. † (7 de febrero de 1958-3 de febrero de 1966 falleció)
  - Sede vacante (1966-1972)
- Achille Palmerini † (18 de marzo de 1972-18 de marzo de 1975 renunció)
- Enzio d'Antonio † (18 de marzo de 1975-17 de octubre de 1977 renunció)
- Antonio Valentini † (17 de octubre de 1977-31 de diciembre de 1984 nombrado arzobispo de Chieti)
- Antonio Santucci † (8 de mayo de 1985-17 de octubre de 2005 retirado)
- Domenico Angelo Scotti (17 de octubre de 2005-5 de junio de 2017 retirado)
- Claudio Palumbo, desde el 5 de junio de 2017